# III Korpus Armijny (III Rzesza)
III Korpus Armijny, Grupa von Mackensen, niem. III. Armeekorps – jeden z niemieckich korpusów armijnych, uczestniczył w agresji na Polskę i Francję oraz ataku na Związek Radziecki. 
Utworzony w 1921 roku w III Okręgu Wojskowym. W składzie 8 Armii uczestniczył w zajęciu Czechosłowacji przez III Rzeszą. W 1939 roku uczestniczył w agresji na Polskę, walczył w składzie 4 Armii (Grupa Armii Północ). W październiku 1939 roku przerzucony na zachód, wraz z innymi oddziałami 12 Armii. W 1940 roku uczestniczył w ataku na Francję i Belgię. Od lipca 1940 roku ponownie stacjonował w okupowanej Polsce, w międzyczasie korpus został (w marcu 1941) zmotoryzowany. 
Podczas inwazji niemieckiej na ZSRR III KA walczył przeciw Armii Czerwonej w składzie Grupy Armii Południe (1 Armia Pancerna i 6 Armia) na terenie Galicji, Kijowa, Charkowa i Rostowa. Od kwietnia do czerwca 1942 roku zwana też Grupą von Mackensen. W czerwcu 1942 roku III KA został przemianowana na III Korpus Pancerny.

## Dowództwo korpusu
Dowódcy:
- gen. płk Kurt Haase[3] (wrzesień 1939 – listopad 1940)
- gen. piechoty Kurt von Greiff (listopad 1940 – styczeń 1941)
- gen. płk Eberhard von Mackensen (styczeń 1941 – marzec 1942)
- gen. wojsk pancernych Leo Geyr von Schweppenburg (marzec – czerwiec 1942)

Szefowie sztabu:
- gen. mjr Kurt Gallenkamp (w czasie agresji na Polskę[4])

## Struktura organizacyjna
Skład we wrześniu 1939 roku:
- 50 Dywizja Piechoty
- Brygada Piechoty Netze oraz 3 Dowództwo Artylerii, 43  batalion łączności, 403 Korpuśny Oddział Zaopatrzenia i 403 Oddział Żandarmerii Polowej

Skład w maju 1940 roku:
- 3 Dywizja Piechoty
- 23 Dywizja Piechoty
- 52 Dywizja Piechoty oraz 3 Dowództwo Artylerii, 43 batalion łączności, 403 Korpuśny Oddział Zaopatrzenia i 403 Oddział Żandarmerii Polowej

Skład w 1941 roku:
- 14 Dywizja Pancerna
- 44 Dywizja Piechoty
- 298 Dywizja Piechoty

Skład we wrześniu 1941 roku:
- 14 Dywizja Pancerna
- 60 Dywizja Piechoty (zmot.)
- 13 Dywizja Pancerna
- Dywizja Pancerna SS Wiking
- 198 Dywizja Piechoty oraz 3 Dowództwo Artylerii, 43 Korpuśny Baon Łączności, 403 Korpuśny Oddział Zaopatrzeniowy i 403 Oddział Żandarmerii Polowej

Skład w maju 1942 roku:
- 14 Dywizja Pancerna
- 16 Dywizja Pancerna
- większość 22 Dywizji Pancernej
- 60 Dywizja Piechoty (zmot.) oraz 3 Dowództwo Artylerii, 43 Korpuśny Baon Łączności, 403 Korpuśny Oddział Zaopatrzeniowy i 403 Oddział Żandarmerii Polowej